# TPD
TPD (Terminal de Pregătire a Datelor), fabricat la Intreprinderea de Echipamente Periferice FEPER, are o dublă funcțiune: microcalculator independent sau terminal inteligent care se poate cupla la diverse minicalculatoare. De-a lungul timpului au fost realizate mai multe modele.
Inițial, TPD era echipat cu un microprocesor 8080 ce funcționa la 1,8 MHz, un controlor de întreruperi 8259, un controlor de ecran 8274, un controlor de disc 8271, un controlor de transmisie serială 8251, un canal de acces direct la memorie 8257, o interfață paralelă 8255 și un ceas numărător 8253.
Memoria RAM are minim 32 kB și maxim 64 kB, iar memoria ROM are 2 kB (REPROM), suficienți pentru a conține un încărcător de sistem și un mic monitor de depanare.
Controlorul de ecran 8275 a fost înlocuit ulterior pentru a putea utiliza ecranul și în mod grafic (rezoluție 512 × 288 puncte). În acest caz, a fost necesară adăugarea unei memorii video suplimentare, de 32 kB.
O variantă TPD utilizează controlorul de disc de dublă densitate 8272.
Ultima variantă a acestui terminal a fost construită în jurul microprocesorului Z80, pe o singură placă. Acest model utiliza drept ecran un monitor TV.
La TPD pot fi cuplate prin interfața paralelă mai multe tipuri de imprimante, cititoare de cartele, plotere, unități de benzi magnetice, iar prin interfața serială linii de transmisie.
TPD este echipat fie cu sistemul de operare CP/M, fie cu un altul original FEPER. În primul caz, terminalul este echipat cu un limbaj de asamblare, precum și cu FORTRAN, C, BASIC și COBOL.